# Desátek
Desátek je původně zhruba desetiprocentní daň placená náboženské (např. kostelu, chrámu, církvi) či světské (král, lenní pán) instituci. Tato povinnost byla běžná v mnoha starověkých kulturách, a to přes celý středověk až do raného novověku.
Náboženský desátek může být buď dobrovolný, založený na  osobní odpovědnosti a víře, nebo povinný, ať už výběr garantuje přímo zákon, nebo je nařizuje náboženské společenství (např. mormoni, letniční a charismatické hnutí, Adventisté sedmého dne).

## Starověk
Desátky byly ve starověkém světě velmi rozvinutou praxí. Existovaly například v Mezopotámii, Egyptě, Libyi, Sábě, Kartágu, Týru, Galii, Římě a Řecku. Neodvedení desátku bohu nebo jeho odcizení bylo pokládáno za příčinu božího hněvu a trestu.

### Mezopotámie

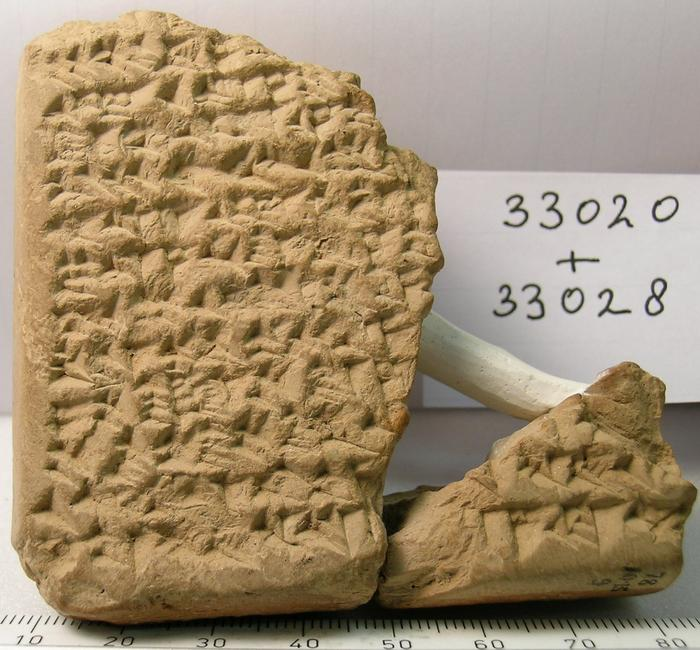
Dokument o desátcích a půdě

Nejstarší známý nápis o desátcích pochází z doby krále Šulgiho (2094–2047 př. n. l.), nejmladší klínopisné doklady o desátcích se dochovaly z období vlády Alexandra Velikého (331-323 př. n. l.). Desátky tak trvaly v Mezopotámii téměř dva tisíce let.
Ve starověké Mezopotámii zahrnoval desátek především čtyři kategorie:
- První kategorií byli drahé kovy, které měli povahu platidla, hlavně stříbro, doplněné zlatem a mědí.
- Druhou kategorií byli zemědělské produkty a ručně vyráběné produkty, mezi zemědělské produkty patřil ječmen, datle, sezam, pšeničná mouka, ječná mouka, fíky a řeřicha, ručně vyráběné produkty zhotovené z železa, měděné prsteny, zlaté nánožníky, měděné sošky, doplňky hlavy.
- Třetí kategorií byla hospodářská zvířata, která byla v mezopotámské ekonomické literatuře zaznamenána nejčastěji, včetně vedlejších produktů, jako je skot, ovce, kozy, osli a vlna.
- Čtvrtou kategorií byli ostatní produkty, kam obecně patřily ryby, karneol, lapis lazuli, slonovina, rostlinný olej, koření, různé druhy dřeva. Podle klínopisných dokumentů bylo velké množství položek odváděno do chrámů jako desátky a zasvěceno mnoha bohům. Jako hlavní chrámy jsou zmíněny: chrám bohyně Inanny v Uruku, chrám boha slunce Šamaše v Sipparu, a Esagila chrám Marduka v Babyloně. Mezi bohy přijímající desátky patřil především: Adad, Baal, Ištar, Marduk, Nabu, Nanna, Nergal, Ninurta, Nusku, Ningal a Šamaš.[1]

"Desátek byl placen především hlavním chrámům (největší počet dokladů je dochován ze Sipparu a Uruku) jmenovitě z úrody obilí a datlí (mohl být vyplacen také ve stříbře), ze zahradních plodů, dobytka, drůbeže, ryb, dříví, kovových výrobků, polodrahokamů i zlata. K vybírání desátků byli chrámem ustanoveni zvláštní funkcionáři, rab ešre, ‚představený desátků‘. Do míst ležících ve větší vzdálenosti od chrámu byli vysíláni zvláštní poslové. Odvádění desátků bylo kontrolováno nadřízenými orgány (představeným města, místodržícím aj.). V případě prodlení byl poplatník povinen zaplatit další úroky, které spolu s vedením chrámu také působily na určení jeho výše.“

### Egypt

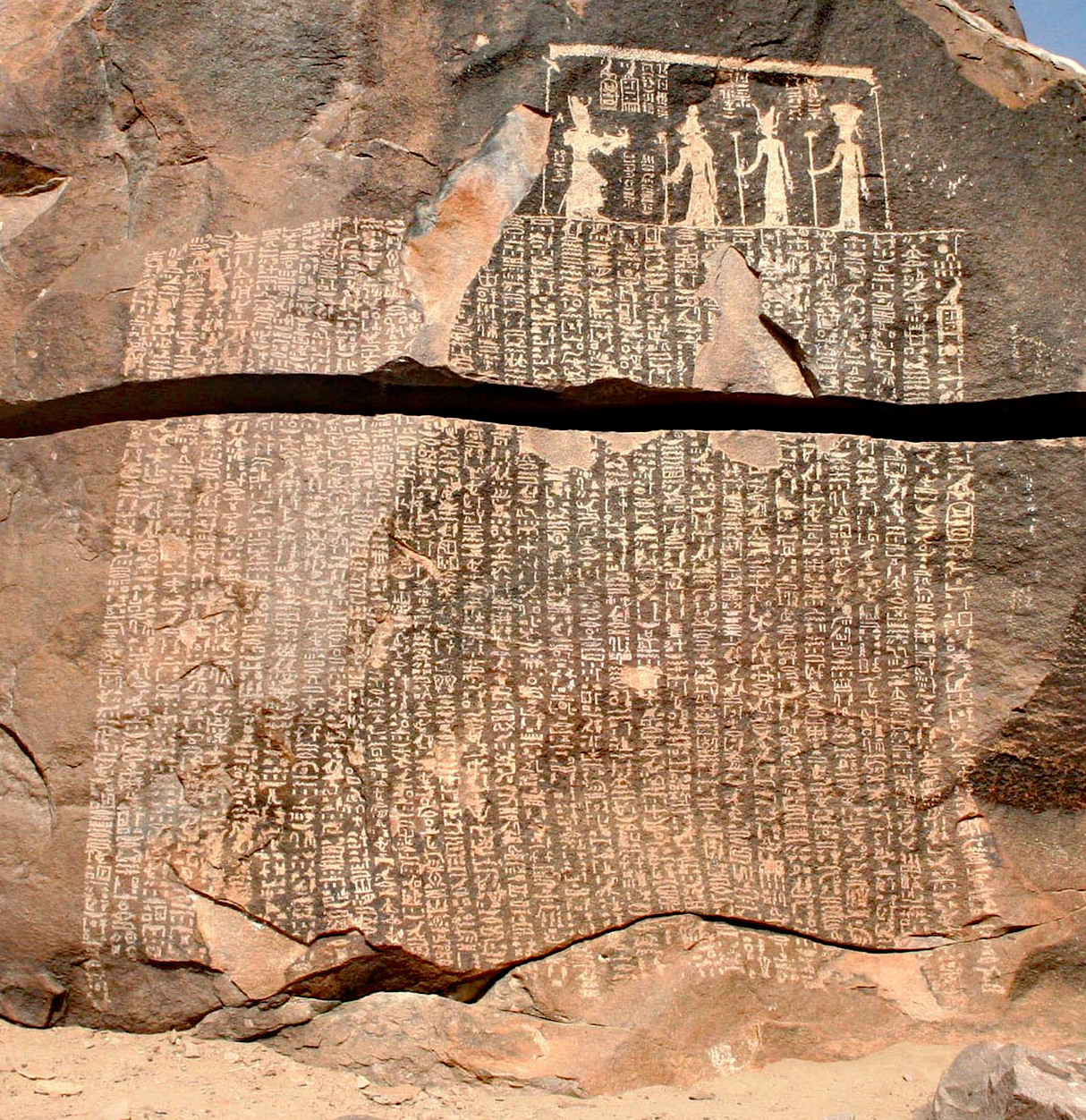
Hladová stéla na ostrově Sahel

V prvním nilském kataraktu na ostrově Sahel je na skále vytesán nápis „O sedmi hladových létech“, jímž král Džoser (III. dynastie 2700 př. n. l.) oznámil, že nařídil vybírat desátky pro Chnum-Re.
„Král dává oběť Chnum-Reovi, pánu kataraktů, náčelníku jebské župy za to, co jsi mi prokázal: …Ode všech rybářů, lovců, ptáčníků i lovců lvů na poušti dám vybírati desátek ze všeho, co uloví. Ze všech telat, která vržena budou na těchto mílích, budiž dodáván desátek do (chrámových) stájí k pečení při každodenních obětech. Budiž odváděn desátek ze všeho zlata, slonoviny, ebenového dřeva a všeho ostatního, co přivážejí Nubové a Súdánci i každý jiný, jenž přichází s nimi do Egypta. Žádný úředník nebude vydávati rozkazy v tomto území a nebude vybírati nic od jeho (obyvatelů), čím by ztenčeny byly dávky tvému chrámu… Kameníci, řemeslníci, sochaři, zlatníci a všichni tovaryši, kteří zpracovávají tyto kameny se zlatem, stříbrem, mědí, olovem, budou platit desátek ze všeho, co obdrží za každou práci, kterou vykonají. A dále budiž odváděn desátek ze vzácného kamení, jež dopraveno bude z hořejšího území a budiž (ustanoven) správce vah, jenž bude vážiti zlato, stříbro, měď a drahokamy.“
Také významné egyptské chrámy vybíraly desátky: „sajský chrám Nejtin dostal od (egyptského) krále Nechtnebofa (řecky – Nektanebos, vládl v roce 380 př. n. l.) právo vybírati ve městě Naukratidě desetiprocentní daň z veškeré průmyslové výroby tohoto města a desetiprocentní clo z veškerého zboží dovezeného do tohoto města po Egejském moři.“ A také: „Ésetin chrám v Pilaku a Chmúnův chrám v Jébu (řec. Elephantiné) měly právo vybírat desetiprocentní daň ze všeho dovozu z Nubie.“
Rovněž králové v V. dynastii (2500 př. n. l.) je vybírali: „Král řídí a chrání lid, zákony, které vydává a které jsou závazné pro úředníky a soudy. Poddaní jsou mu za to povinni vykonáváním určitých prací, např. na stavbách, vydržováním královských poslů a placením desátek z polí, pastvin, dobytka, kůží a stromů.“

### Libye

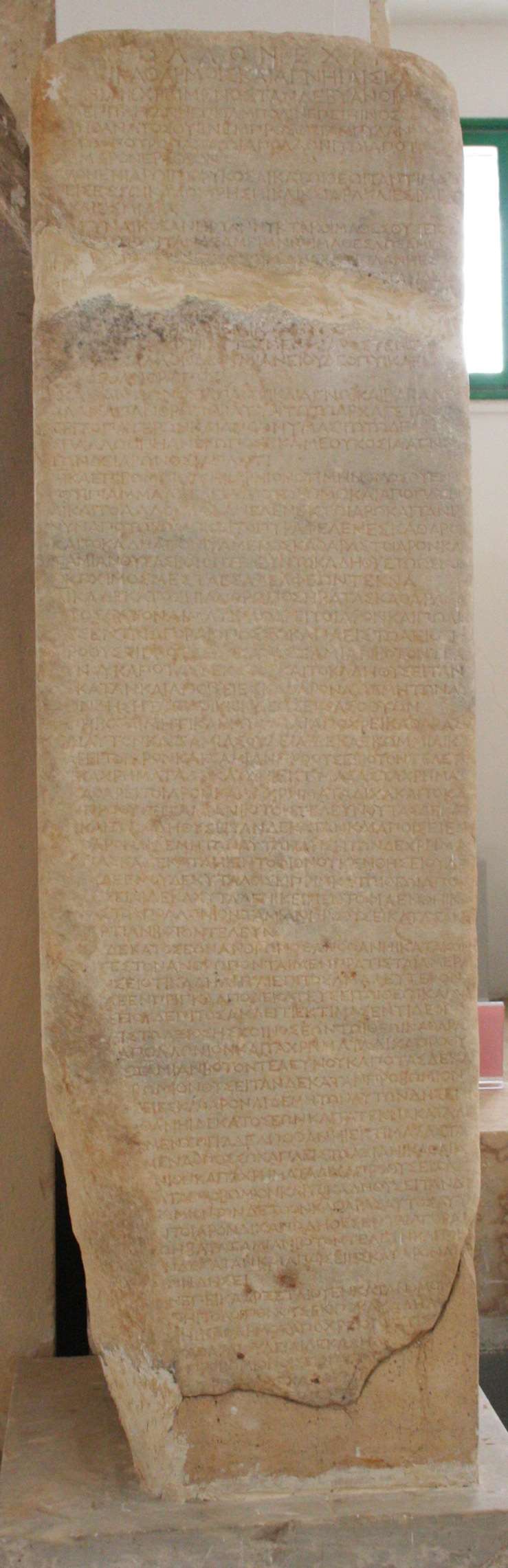
Deska s příkazy k obětování desátků z Libye

V Apollónově chrámu v libyjské Kyréně byla nalezena mramorová deska, která obsahuje poměrně podrobné příkazy k obětování desátků. Jejich výklad je dnes obtížný; T.S.F. Jim napsala: "Povaha desátků a okolnosti, za kterých byly dávány, zůstávají extrémně nejasné. Tyto desátky spolu úzce souvisejí s nečistotou a sankcemi, ale není jasné, zda byl desátek důsledkem znečištění, nebo zda to plynulo z neplacení desátků. Je pravděpodobné, že zde nemáme normální desátky dobrovolně obětované bohům, ale povinnost nebo trest, vzniklý za určitých okolností." Rhodes a Osborne otevřeně přiznávají, že tyto předpisy: "Předpokládají velké množství předchozích znalostí ze strany čtenáře, znalostí, které my jednoduše nemáme."
V Kyréně bylo dále nalezeno několik nápisů, které připomínají obětování desátků jako válečné kořisti pro Apollóna, například na vápencové pokladnici je zmíněn desátek od stratégů: "Stratégové Aristofanés, syn Paraibatase, Aristis, Bakalův syn, Autobios, Haniochův syn... zasvěcují (tuto vzpomínku) Apollónovi jako desátek odebraný od nepřátel"; desátky z kořisti podle jiných nápisů obětovali také Aristis a pět generálů.

### Sába
Chrámy v Sábě přijímaly desátky na místní i federální úrovni a jejich financování mohlo být „boží pomocí“ pro jiné stavební projekty. „Některé chrámy v centrální Sábě mohly fungovat jako "pojišťovny". Protože přítomnost jakési pojišťovny, která by poskytla pomoc (postavila například dům po jeho zničení), byla opravdu velmi praktická a užitečná pro většinu klanu. Zaplacením desátku ('s2r) místním chrámům, platili domorodci jakousi "prémii" této pojišťovací společnosti, přičemž mohli očekávat, že dostanou svou "kompenzaci", když ji budou potřebovat.“
Například nápis (asi z r. 900 př. n. l.), který se dochoval na východních hradbách zříceného města Ma‘in, zní: „z kamení a dřeva až na krov, z čestných darů, jež zasvětili ‘Atharu z Kabadu ‘Ammijada‘ a zbožní zakladatelé, a z poplatku, jejž mu odváděli, a z desátku, jejž mu spláceli, když podnikali obchodní cesty do Egypta, Gazy a A´šuru a zůstali bez pohromy skrze slovo ‘Athara z Kabadu a Wadda.“

### Řecko

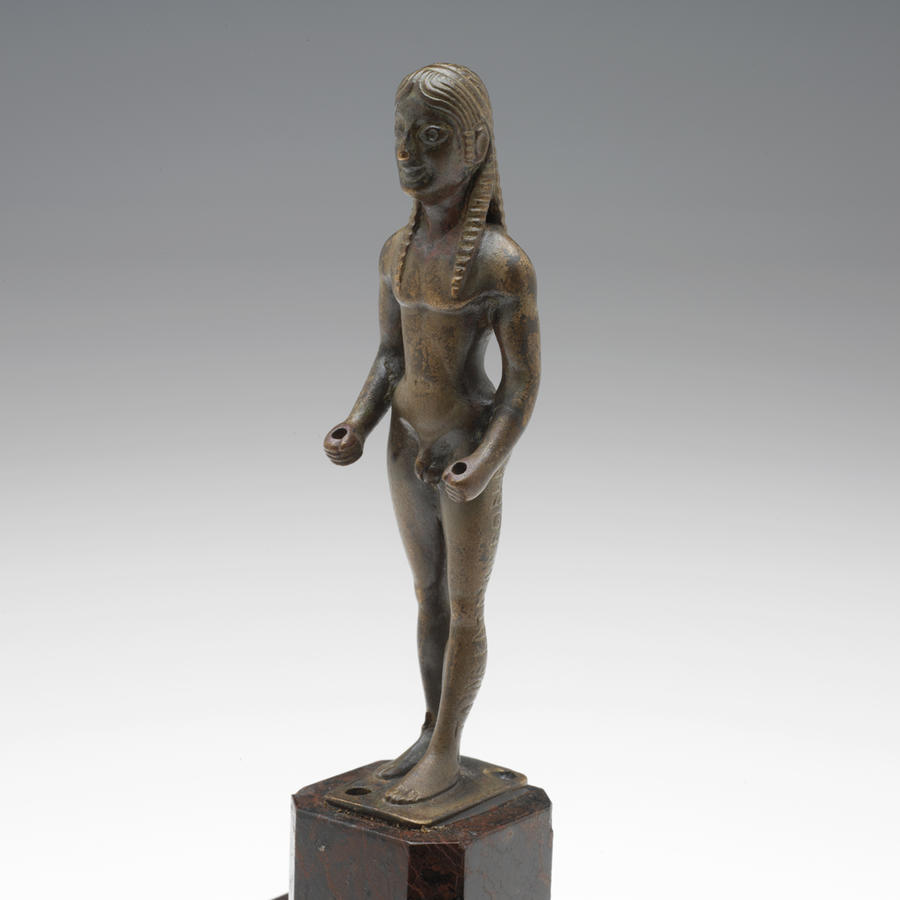
Bronzová soška s věnováním pro Apollóna

V Řecku bylo odvádění desátků bohům už od prastarých časů nepsaným zákonem: „U Řeků platil v dávných dobách zákon, že když dobudou nějaké město, pošlou Apollónovi desátý díl kořisti, například ze sta býků deset, stejně z koz a stejně i ze všeho ostatního, z peněz, z mužů, z žen.“
A Flaceliére objasnil: „V klasické době už vítězové neobětovali bohům vše, co nepřátelům ukořistili, ale jen desetinu (dekaté), desátek. Takový je tedy původ těch často nádherných památníků, sousoší nebo pokladnic, jež stály hustě vedle sebe kolem posvátných cest k panhelénským svatyním, například do Delf a které později tak pobuřovaly řecké vlastenectví Plutarcha, kněze Apollóna Pythijského: „Je možné nepohoršit se při pohledu na všechny ty památníky, které ze všech stran obklopují boha, na ty prvotiny a desátky, plody řeží, válek a loupeží, a na ten chrám naplněný válečnou kořistí získanou na Řecích?“
Jak probíhalo rozdělení desátku po bitvě, popsal Hérodotos: „Pak ty věci dali dohromady a oddělili desátek pro Delfského boha, kterému byla věnována jako oběť zlatá trojnožka, která spočívá na tříhlavém hadovi z bronzu a stojí blízko oltáře, a také pro boha v Olympii, jemuž zasvětili jako oběť bronzovou sochu Dia deset loket vysokou, a nakonec pro boha v Isthmu, pro něhož byla vyrobena bronzová socha Poseidóna vysoká sedm loket."
Peisistratos napsal Solónovi:  "Každý občan platí desátek ze svého majetku, nikoli mně, ale fondu na úhradu nákladů na veřejné oběti nebo na jakékoli jiné poplatky státu nebo výdaje na jakoukoli válku, která na nás může přijít."

### Řím
Římané často obětovali své desátky Herkulovi. Dionyzius o tom podal zprávu: "Oltář, na kterém Herkules obětoval desátky, nazývají Římané největším oltářem. Stojí poblíž místa, kterému říkají Dobytčí trh a žádný jiný není chován ve větší úctě od obyvatel; neboť na tomto oltáři jsou uzavírány přísahy a dohody těmi, kdo chtějí beze změny obchodovat a podle slibů jsou zde desátky z věcí často obětovány."

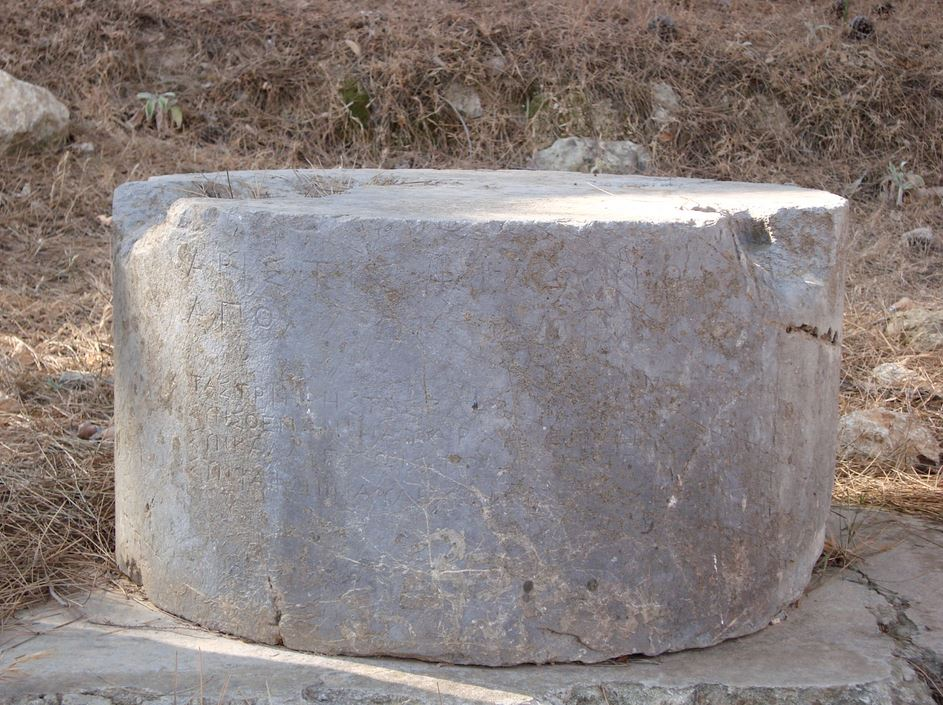
Desátek z válečné kořisti pro Apollóna

Historik Livius napsal o desátku, který Římané obětovali řeckému bohu Apollónovi. Římané se na válku připravovali tak, že poslali posly do Delf, aby jim od tamějších věštců přinesli zprávu, zda mají jít bojovat a jak případná bitva dopadne. Tento postup Římané zvolili také, když nastala válka s etruským městem Veje. Římský diktátor Marcus Furius Camillus obdržel z delfské věštírny příznivý výrok: „Až skončíš válku, přines jako vítěz hojný dar k mým chrámům a obnov otcovské obřady, o něž péče byla opomenuta, a konej je, jak náleží!“ Válku pak skutečně vyhrál a dar do Delf odeslal.
V římském zákoně Lex Hieronica, který upravuje zemědělské zdanění Sicílie, bylo vyžadováno, aby každý zemědělec zaplatil deset procent své produkce jako daň Římu. Tento desátek se vztahoval na farmáře, kteří produkovali kukuřici a ječmen. Navíc je pravděpodobné, že se desátek vztahoval také na víno, olej a další drobné zemědělské produkty. Desátek mohl být placen buď v naturáliích, nebo v hotovosti. Počet zemědělců musel být každoročně evidován v úředních záznamech. Zákon pravděpodobně vznikl někdy mezi prvními dvěma punskými válkami.

### Judaismus
V Tóře se desátky poprvé objevují v příběhu, kdy Abrahám obětuje králi a knězi Melchisedechovi desetinu ze všeho. Tento desátek zaplatil z uloupeného majetku ve válce. Melchisedech dostal od Abraháma 10 % z válečné kořisti a 90 % z této kořisti vrátil Abrahám sodomskému králi.
Dále je v Tóře zmíněn Jákob, který za splnění několika svých podmínek slíbil Bohu odvedení desátku. Není uvedeno, komu Jákob tento desátek měl dát.
Mojžíšův zákon přikázal židům dávat desátky a jejich praktikování spojil s požehnáním. Izraelité odváděli tři rozdílné druhy desátků.
První desátek (hebrejsky מעשר ראשון‎, ma'aser rišon), se podle Numeri 18,21-32 odváděl každý rok kromě sedmého roku odpočinutí a náležel levitům. Sloužily k obživě levitů (Neh 10,37-40); 90 % z vybraných desátků si levité ponechávali pro svou obživu a desetinu z vybraných desátků levijci museli přinést do Božího domu v Jeruzalémě. Třikrát je zdůrazněno (Nu 18,29.30.32), že musí kněžím dát tu nejlepší desetinu z desátků, které dostanou.
Druhý desátek (hebrejsky מעשר שני‎, ma'aser šeni). byl centrálně spojen s pravidelnými svátky v Jeruzalémě (původně v Sílo), které přikazoval zákon. Tyto desátky přinášel věřící do Chrámu, kde je zkonzumoval ve stavu rituální čistoty před Hospodinem. Leviticus 27, 30-33 popisuje způsob výběru desátků z dobytka: Izraelita vyháněl dobytek ze stáje a každý desátý kus označil holí namočenou v barvě. Tento kus již nemohl vyměnit ani vyplatit, protože byl zasvěcen jako oběť Hospodinu. Měl to tedy být jen každý desátý kus, a nikoliv každý první kus z deseti. Měl-li Izraelita devět a méně kusů dobytka, desátek neodváděl, protože podle Zákona měl Bohu patřit jen každý desátý kus. Z desátků z úrody bylo možné se vyplatit, majitel však musel namísto 10 % dát o celou pětinu více. Druhý desátek se přinesen na vyvolené místo (Sílo, později Jeruzalém) a tam ho jedl obětující se svou rodinou a s levijcem. 
Třetí druh desátků je určen také levitům, ale i cizincům (bezdomovcům), sirotkům a vdovám. Má tedy sociální charakter. Je popsán v Dt 14, 28–29, kde stojí: „Každého třetího roku odneseš všechny desátky ze své úrody toho roku a složíš je ve svých branách. I přijde lévijec, protože nemá s tebou podíl ani dědictví, a bezdomovec, sirotek a vdova, kteří žijí v tvých branách, a budou jíst dosyta, aby ti Hospodin, tvůj Bůh, žehnal při každé práci, kterou bude tvá ruka konat.“ Podobný příkaz je i v Dt 26,12-14.
Dnes ortodoxní Židé nemají chrám ani levijské kněžstvo, proto když oddělují desátky z úrody pole a stád dobytka (Židé je v souladu s Tórou nedávají z výplaty ani v penězích), tak mají přikázáno s desátky naložit takto:
- Mohou je dát levitům (pokud nějakého znají).
- Zakopou je do země.
- Dají je chudým lidem.
- Sami je mohou sníst.
- Vykoupí je za minci, kterou pak důkladně zahodí, tak, aby ji nikdo nenašel.

### Příjemci
Desátky byly obětovány do mnoha chrámů a svatyní starověkého světa, a to celé řadě různých božstev. Někdy šlo o dlouhodobé vztahy na velkou vzdálenost, například  Kartágo po celé své dějiny každoročně obětovalo desátky bohu Melkartovi v Týru: „Karthago nikdy nezapomnělo na tyrský svůj původ... Až do dob nejpozdějších zvláštním poselstvem Karthagiňané ročně dodávali desátek bohu Melkartovi v Tyru.“

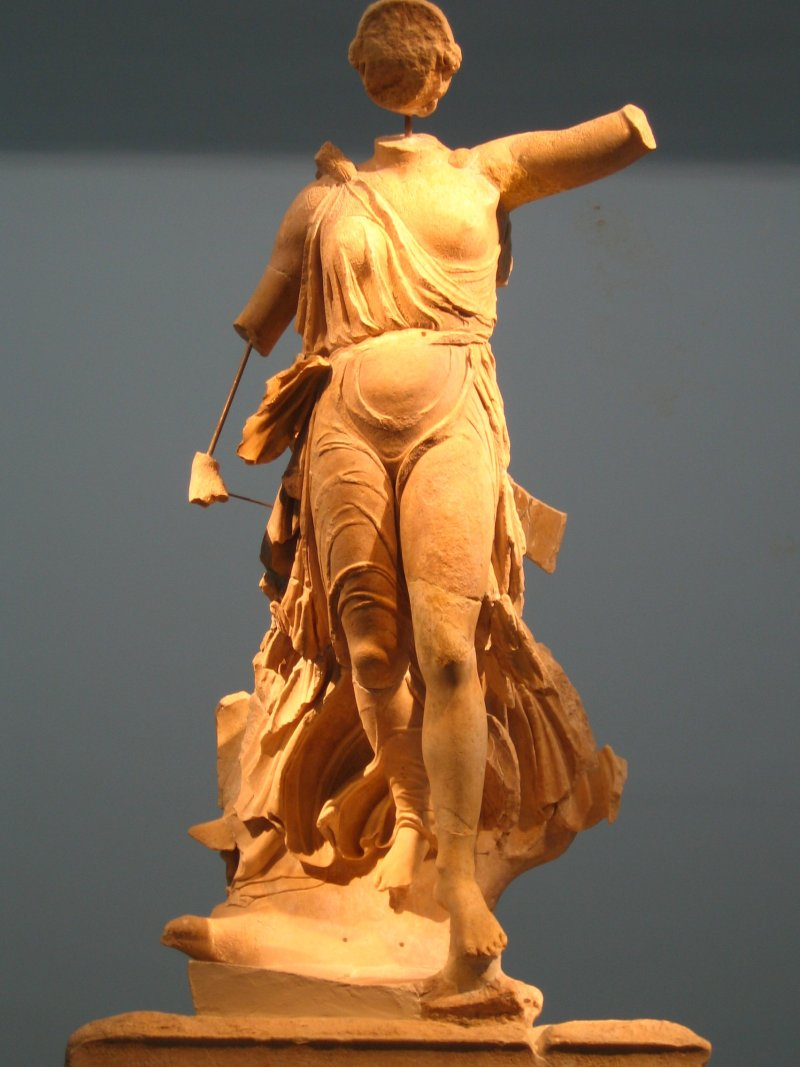
Socha Niké věnovaná Olympijskému Diovi

V Řecku byl významným příjemcem desátků  chrám Apollóna na Akropoli. Pausaniás mimo jiné napsal: „Jsou tu dva dary pořízené z desátku válečné kořisti Athéňanů: bronzová socha Athény z věcí vzatých Médům, přistávším u Marathónu, dílo to Feidiovo, boj Lapithů s Kentaury na štítě a ostatní vypouklé práce vytepal Mýs…“ a „také bronzový vůz tu je, pořízený z desátku kořisti odňaté Boióťanům a Chalkidským na Euboi.“
V souvislosti s obětováním desátků jsou často zmiňovány i řecké Delfy. Hérodotos připomněl bronzového hada v Delfách: "Jakmile snesli Řekové poklady na jednu hromadu, oddělili desátek pro delfského boha (z něhož byla obětována zlatá trojnožka, která stojí blízko oltáře na tříhlavém bronzovém hadu)." Mimo jiné sem pravidelně odváděli desátky z řeckého ostrova Sifnos. Hérodotos napsal: „…měli na ostrově zlaté a stříbrné doly, a to tak bohaté, že z desetiny jejich výtěžku zbudovali v Delfech pokladnici, která se vyrovná nejbohatším.“ Podle Pausania však neochota platit přivedla doly k zániku: „Ostrov Sifnos vydával na světlo zlatou rudu i přikázal bůh jeho obyvatelům, aby z užitku odevzdávali desátek do Delf. Postavili tedy pokladnici a desátek skutečně odváděli. Později však od dávky ustoupili ve své nenasytnosti a tehdy jim také zlaté doly moře zatopilo.“
Dalším důležitým místem obětí byla v Řecku Olympie. Tamnímu bohu Diovi byla například věnována socha Niké po vítězství nad Spartou. Dochovaný nápis na podstavci sochy zní: “Mesénští a Naupakťané ji zasvětili Olympijskému Diovi jako desátek od svých nepřátel." Podle Hérodota byla i socha Dia v Olympii darem za vítězství: "Jakmile snesli Řekové poklady na jednu hromadu, oddělili desátek pro delfského boha (z něhož byla obětována zlatá trojnožka, která stojí blízko oltáře na tříhlavém bronzovém hadu), pro boha olympijského (z něhož pořídili desetiloketní bronzovou sochu Diovu)."
Svatyně vítězného Herkula v italském Tivoli je příkladem, jak desátky propojovaly náboženství a obchod. Byl zde obětován desátek z každé transakce v ní provedené. Směny, které zde probíhaly, a tedy pohyb peněz, byl obrovský. Desátek se platil v penězích nebo v naturáliích (10 % ze stád). V druhém případě specializovaní pracovníci drželi hejna nebo stáda ve velkých místnostech na severní straně via tecta a co nejdříve je prodávali za tržní ceny. Kromě této obchodní části představoval srdce celého komplexu chrám. 

## Křesťanství

### Starověk
Ježíš Kristus desátky ve svém kázání relativizoval jako méně důležité ve srovnání se správným vnitřním postojem. V Matoušově evangeliu (23,23) kritizuje počínání zákoníků a farizeům (viz také Lukáš 11,42) a kárá je, že ve své snaze dávat desátky z každé zeleniny zanedbali důležitější (těžší) věci v Zákoně, a sice právo, milosrdenství a víru. V Lukášově evangeliu 18,10-13 je podobenství o farizeovi a publikánu, kteří se společně modlí v chrámě. Farizeus vypočítává své zásluhy. Mezi nimi také, že „…dávám desátky ze všeho, co získám.“ Naproti tomu publikán prosí Boha o milost. Ježíš vysvětluje, že Bůh ospravedlnil publikána, a nikoliv farizea.
V počátcích křesťanství nebyl desátek vybírán. Tertulián (155-222 n. l.) píše o financích v církvi: „Předsedají zkušení starší, kteří se osvědčili ve víře. Je to důstojnost, která se nekupuje za peníze. Nic totiž, co je od Boha, se nedá koupit za peníze. I když máme jakýsi druh pokladny, neukládá se do ní poplatek, cosi zač si možno koupit víru. Měsíčně tam ukládá skromný poplatek každý, kdo chce, jestli chce a jestli může. Nikdo není nucen. Přináší to každý dobrovolně. Jsou to jakoby uschované peníze. Vždyť neslouží k tomu, aby se z nich pořizovaly hostiny, při kterých se lidé přejídají a opíjejí, ale slouží k výživě potřebných, na pohřeb, k pomoci osiřelým chlapcům a děvčatům a opuštěným rodičům, nemocným lidem, těm, kdo se ocitli v neštěstí, odsouzeným do dolů, poslaným na ostrovy a do vězení…“

### Středověk

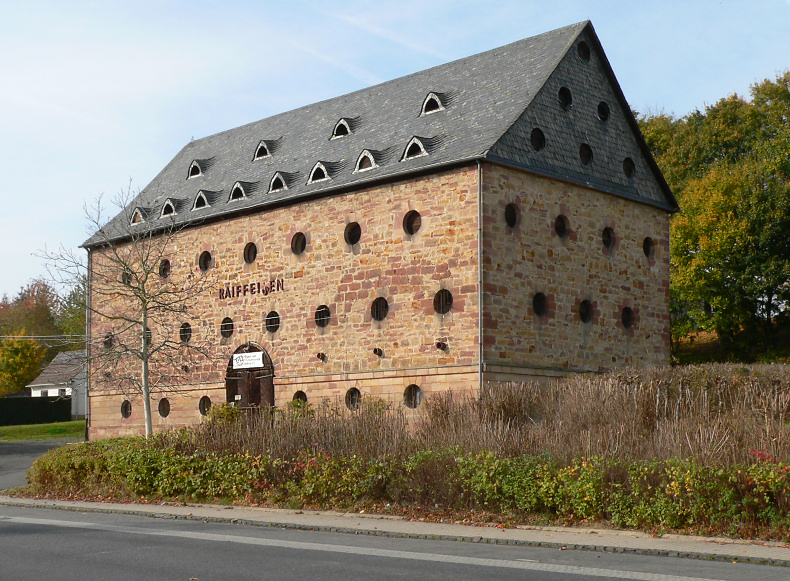
Bývalá desátková stodola v Jesbergu v Hesensku

Prvním, kdo zavedl křesťanské desátky, byl svatý Severin ve 2. polovině 5. století. Desátky dával chudým a potřebným. Rolníky sv. Severin varoval před nebezpečím (trestem), nebudou-li desátky odvádět.
Desátky byly jako závazné uzákoněny poprvé na synodě v Mâconu (dnešní východní Francie) v roce 585, kde bylo doporučeno desátky odvádět do biskupovy pokladnice. Povinným se stává desátek v celé západní církvi teprve v raném středověku. V době Karla Velikého byl desátek stanoven zákonem a z hlediska kanonického práva jej upravuje Decretum Gratiani z roku 1140. Rolníci museli odvádět během středověku desátý díl své úrody, řemeslníci desetinu své produkce. K úschově desátků úrody sloužily v Evropě tzv. desátkové stodoly, které byly zbudovány ve vesnicích a které často představovaly po kostele největší stavbu vesnice. Na podporu provozu kostela či kláštera mohly být zakoupeny či darovány celé vesnice.
Nemilosrdně zaváděný desátek v Evropě v mnoha zemích vyvolal odpor, ba krvavé války. Bouřili se hlavně svobodní sedláci; například v Jutsku zabili kvůli desátkům roku 1086 dánského krále Knuta Svatého a ještě koncem 12. století – za arcibiskupa Absalona – povstali kvůli desátku Skaňané.
Alkuin z Yorku (735-804 n. l.) si stěžoval: „křesťanské mise v Sasku by měly rozhodně větší úspěch, kdyby se kněží věnovali se stejnou horlivostí kázání jako vybírání desátků a peněžitých trestů.“ a dále píše: „víra Sasů byla zničena desátky.“ Alkuin o misii mezi Sasy rovněž napsal: „A nechť je to zvěstovatel Kristova poselství, a ne vyběrač desátků, protože nová duše se má živit mlékem apoštolské víry…Desátky však, jak se říká, podkopávají víru Sasů.“
V 9. století pak Rabanus Maurus odsuzuje „praktiky kleriků, kteří nepouštěli lidi do kostelů dříve, než se přesvědčili, zda odvedli správně desátky ze všeho svého majetku.“
V roce 1230 odmítli obyvatelé Stedingu (oblast v Sasku) platit desátky brémskému arcibiskupovi. Ten na ně proto uvalil klatbu. Stedinští se však nezalekli jeho hrozeb a setrvávali ve svém odporu k jejich placení. Arcibiskup požádal papeže Řehoře IX., aby vyhlásil křížovou výpravu proti „heretikům“. Papež považoval odpírání desátků za tak kacířský čin, že žádosti ihned vyhověl. Dne 25. 5. 1234 křižáci po urputné bitvě nad rolníky zvítězili a zabili u obce Altenesche na 6000 rolníků.
Velmi ostře se proti desátkům stavěli také husité. V Manifestu táborských hejtmanů z roku 1430 píší: „Přijímají od lidu desátky. Na kázáních je vymáhají, jako by se odevzdávaly poprávu a tvrdí, že lidé jsou povinni je dávat. V té věci hlásají lež a nemohou dokázat z Nového zákona, že by byl Pán Ježíš Kristus, kdy přikázal dávat desátky. Je sice pravda, že ve Starém zákoně byl příkaz o dávání desátků, z toho však nemohou odvodit, že i nyní je křesťanský lid povinen je dávat. Vždyť tento starozákonní příkaz o desátcích ztratil platnost umučením Kristovým právě tak, jako ztratil platnost příkaz o obřízce. Dejte tedy pozor, milovaní, a uvažte, jak velice vás svádějí vaši biskupové a učitelé a jak vám sypou prach do očí požadavky a výroky, které nelze prokázat. Vždyť náš Pán Ježíš Kristus praví v 2. kapitole u Lukáše: „Dávejte almužnu!“, ale neříká: „Dávejte desátky“ ze svého jmění.“

### Novověk
Desátky byly jednou z hlavních příčin německé selské války v roce 1524.
Po reformaci byly desátky zestátněny (zrušeny byly v průběhu 19. století) v reformovaných částech Švýcarska, kde stát převzal odpovědnost za financování církví. To samé platí i pro skandinávské země za vlády Kristiána III. Dánského. Vydáním zákona povinné církevní desátky odstranila jako první Francie v r. 1789, dále Švýcarsko v r. 1798, Mexiko v r. 1833, Portugalsko v roce 1834 a Španělsko v r. 1837, Kolumbie v r. 1851, Skotsko v r. 1871, Polsko a Chile v druhé polovině 19. století, Bosna v r. 1876. V Čechách desátky zrušil Zákon o zrušení poddanských a feudálních povinností ze 7. září 1848.

### Současnost
Desátky dnes v ČR přijímají:
- Adventisté sedmého dne[35]
- Apoštolská církev[36]
- Církev Křesťanská společenství
- Evangelická církev metodistická
- Mormoni[37]
- Novoapoštolská církev
- Pravoslavná církev v českých zemích a na Slovensku

V EU se církevní daň dnes vybírá v Rakousku a v Německu; v Bádensko-Württembersko se jedná o daň 8 % z daně z příjmu, v ostatních německých spolkových zemích je 9 % z daně z příjmu (tzn. asi 1 % z příjmu).
V USA nejsou většinou desátky církvemi povinně vybírány, ale řada sborů o nich vyučuje. V roce 2007 však platilo desátek podle průzkumu firmy Barna Group zhruba jen 5 % Američanů.
Desátky jsou dnes součástí teologie prosperity, která se v 70. a 80. letech 20. století rozšířila ve Spojených státech především u letničních a charismatických evangelistů. Tato doktrína se soustředí na vyučování křesťanské víry jako prostředku k finančnímu a materiálnímu obohacení prostřednictvím tzv. „pozitivního vyznání“ a příspěvků na křesťanskou službu. Vyučování o desátcích často obsahuje důraz na kletbu v Malachiáši 3,7-10, která je určena židům, kteří zanedbávali odvádět desátek z úrody. Například nejbohatší pastor v Nigérii David Oyedepo z církve Living Faith Church Worldwide říká, že lidé, kteří nedávají desetinu svého příjmu, jsou pod finančním prokletím. Pastor David Lee v knize Sunday Morning Stickup popisuje manipulační techniky, které používají někteří pastoři při výběru desátků při nedělních sbírkách.